# برمنغهام (ألاباما)
برمنغهام (بالإنجليزية: Birmingham) هي أكبر مدن ولاية ألاباما الأمريكية من حيث السكان وهي مقر مقاطعة جيفرسون. بلغ عدد سكان المدينة 212,237 نسمة في تعداد الولايات المتحدة 2010. وفي نفس التعداد أيضا، بلغ عدد سكان منطقة برمنغهام - هوفر العمرانية الإحصائية حوالي 1,128,047 نسمة، أي ما يقرب من ربع سكان ولاية ألاباما.
تأسست برمنغهام في عام 1871، خلال عصر إعادة الإعمار بعد الحرب الأهلية، وذلك من خلال دمج ثلاث مدن زراعية موجودة سابقا، وسميت على مدينة برمنغهام في إنجلترا، ثاني أكبر مدينة في المملكة المتحدة والتي كانت وقتها مركزا صناعيا كبيرا. وقد ضمت المدينة غيرها من البلدات المجاورة الصغيرة، وتطورت كمركز للنقل الصناعي والسكك الحديدية، وصناعة الحديد والصلب وسكك الحديد. معظم المستوطنين الأصليين الذين أسسوا برمنغهام كانوا من أصول إنجليزية. وقد تم تطوير المدينة كمكان حيث يمكن تشغيل العمالة الرخيصة وغير النقابية من السود في ولاية ألاباما الريفية حيث أمكن الاستعانة بهم في مصانع الصلب والأفران في المدينة، ما أعطاها ميزة تنافسية على المدن الصناعية النقابية في الغرب الأوسط وشمال شرق البلاد.
كانت برمنجهام مركزا صناعيا رئيسيا في جنوب الولايات المتحدة منذ تأسيسها وحتى نهاية الستينيات. نمت بشكل سريع من عام 1881 حتى 1920 فنالت ألقاب مثل «المدينة السحرية» و«بيتسبرغ الجنوب». وتم تصنيع القضبان والسكك الحديدية في برمنغهام. وكان المحوران الرئيسيان لصناعة القطارات في الجنوب العميق هما في أتلانتا وبرمنغهام، منذ عقد 1860. تنوع اقتصاد المدينة في النصف الأخير من القرن العشرين. أصبحت الأعمال المصرفية والاتصالات والنقل والطاقة الكهربائية والرعاية الطبية والتعليم الجامعي والتأمين هي الأنشطة الاقتصادية الرئيسية. تحتل برمنغهام مرتبة متقدمة بين أكبر المراكز المصرفية في الولايات المتحدة، باعتبارها إحدى أهم المراكز التجارية في جنوب شرق البلاد.
بالنسبة للتعليم العالي، كانت برمنغهام موقع جامعة ألاباما مدرسة الطب (سابقا كلية الطب في ألاباما) وجامعة ألاباما مدرسة طب الأسنان منذ عام 1947. ومنذ ذلك الوقت تأسست فيها أيضا جامعة ألاباما في برمنغهام (التي تأسست حوالي العام 1969)، إحدى ثلاثة فروع رئيسية لجامعة ألاباما. كما أنها موطن لثلاث مؤسسات خاصة: جامعة سامفورد، كلية برمنغهام - ساذرن، وكلية مايلز. وتضم المدينة ثلاث من مدارس القانون الخمس في الولاية: كلية كامبرلاند للقانون، ومدرسة برمنغهام للقانون، وكلية الحقوق في مايلز. برمنغهام هي أيضا مقر المؤتمر الجنوب الغربي للألعاب الرياضية، والمؤتمر الجنوبي الشرقي، إحدى أكبر المؤتمرات الرياضية الجماعية الأمريكية.

## المناخ
يظهر الجدول التالي التغييرات المناخية على مدار السنة لبرمنغهام:
| البيانات المناخية لـبرمنغهام                                    | البيانات المناخية لـبرمنغهام | البيانات المناخية لـبرمنغهام | البيانات المناخية لـبرمنغهام | البيانات المناخية لـبرمنغهام | البيانات المناخية لـبرمنغهام | البيانات المناخية لـبرمنغهام | البيانات المناخية لـبرمنغهام | البيانات المناخية لـبرمنغهام | البيانات المناخية لـبرمنغهام | البيانات المناخية لـبرمنغهام | البيانات المناخية لـبرمنغهام | البيانات المناخية لـبرمنغهام | البيانات المناخية لـبرمنغهام |
| الشهر                                                           | يناير                        | فبراير                       | مارس                         | أبريل                        | مايو                         | يونيو                        | يوليو                        | أغسطس                        | سبتمبر                       | أكتوبر                       | نوفمبر                       | ديسمبر                       | المعدل السنوي                |
| --------------------------------------------------------------- | ---------------------------- | ---------------------------- | ---------------------------- | ---------------------------- | ---------------------------- | ---------------------------- | ---------------------------- | ---------------------------- | ---------------------------- | ---------------------------- | ---------------------------- | ---------------------------- | ---------------------------- |
| الدرجة القصوى °ف (°م)                                           | 81 (27)                      | 83 (28)                      | 90 (32)                      | 92 (33)                      | 99 (37)                      | 106 (41)                     | 107 (42)                     | 105 (41)                     | 106 (41)                     | 103 (39)                     | 88 (31)                      | 80 (27)                      | 107 (42)                     |
| الحد الأقصى المتوسط °ف (°م)                                     | 71.1 (21.7)                  | 75.1 (23.9)                  | 82.0 (27.8)                  | 85.9 (29.9)                  | 90.4 (32.4)                  | 94.7 (34.8)                  | 97.2 (36.2)                  | 97.3 (36.3)                  | 94.0 (34.4)                  | 86.5 (30.3)                  | 79.3 (26.3)                  | 72.0 (22.2)                  | 99.0 (37.2)                  |
| متوسط درجة الحرارة الكبرى °ف (°م)                               | 53.8 (12.1)                  | 58.4 (14.7)                  | 66.7 (19.3)                  | 74.4 (23.6)                  | 81.5 (27.5)                  | 87.7 (30.9)                  | 90.8 (32.7)                  | 90.6 (32.6)                  | 85.1 (29.5)                  | 75.3 (24.1)                  | 65.4 (18.6)                  | 55.9 (13.3)                  | 73.8 (23.2)                  |
| متوسط درجة الحرارة الصغرى °ف (°م)                               | 33.8 (1.0)                   | 37.1 (2.8)                   | 43.7 (6.5)                   | 50.5 (10.3)                  | 59.7 (15.4)                  | 67.7 (19.8)                  | 71.4 (21.9)                  | 70.8 (21.6)                  | 64.3 (17.9)                  | 52.9 (11.6)                  | 43.5 (6.4)                   | 36.3 (2.4)                   | 52.6 (11.4)                  |
| الحد الأدنى المتوسط °ف (°م)                                     | 14.5 (−9.7)                  | 18.7 (−7.4)                  | 24.7 (−4.1)                  | 32.9 (0.5)                   | 44.0 (6.7)                   | 55.7 (13.2)                  | 63.2 (17.3)                  | 62.0 (16.7)                  | 47.6 (8.7)                   | 35.0 (1.7)                   | 26.1 (−3.3)                  | 17.5 (−8.1)                  | 10.7 (−11.8)                 |
| أدنى درجة حرارة °ف (°م)                                         | −6 (−21)                     | −10 (−23)                    | 2 (−17)                      | 26 (−3)                      | 36 (2)                       | 42 (6)                       | 51 (11)                      | 51 (11)                      | 37 (3)                       | 27 (−3)                      | 5 (−15)                      | 1 (−17)                      | −10 (−23)                    |
| الهطول إنش (مم)                                                 | 4.84 (123)                   | 4.53 (115)                   | 5.23 (133)                   | 4.38 (111)                   | 4.99 (127)                   | 4.38 (111)                   | 4.80 (122)                   | 3.93 (100)                   | 3.90 (99)                    | 3.44 (87)                    | 4.85 (123)                   | 4.45 (113)                   | 53.72 (1٬364)                |
| متوسط تساقط الثلوج إنش (سم)                                     | 0.6 (1.5)                    | 0.1 (0.25)                   | 0.6 (1.5)                    | 0.2 (0.51)                   | 0 (0)                        | 0 (0)                        | 0 (0)                        | 0 (0)                        | 0 (0)                        | 0 (0)                        | 0 (0)                        | 0.1 (0.25)                   | 1.6 (4.1)                    |
| متوسط أيام هطول الأمطار (≥ 0.01 in)                             | 10.5                         | 10.0                         | 10.2                         | 9.1                          | 10.2                         | 11.0                         | 11.7                         | 9.6                          | 7.4                          | 7.6                          | 9.1                          | 10.4                         | 116.8                        |
| متوسط الأيام المثلجة (≥ 0.1 in)                                 | 0.3                          | 0.2                          | 0.2                          | 0                            | 0                            | 0                            | 0                            | 0                            | 0                            | 0                            | 0                            | 0.1                          | 0.8                          |
| متوسط الرطوبة النسبية (%)                                       | 70.5                         | 66.5                         | 64.2                         | 65.0                         | 70.1                         | 71.6                         | 74.4                         | 74.6                         | 74.0                         | 71.6                         | 71.4                         | 71.2                         | 70.4                         |
| ساعات سطوع الشمس الشهرية                                        | 149.8                        | 159.8                        | 219.1                        | 247.6                        | 282.6                        | 280.7                        | 264.3                        | 260.7                        | 223.8                        | 231.9                        | 166.3                        | 154.4                        | 2٬641                        |
| نسبة وصول أشعة الشمس                                            | 47                           | 52                           | 59                           | 63                           | 66                           | 65                           | 60                           | 63                           | 60                           | 66                           | 53                           | 50                           | 59                           |
| المصدر: NOAA (relative humidity and sun 1961–1990), Weather.com |                              |                              |                              |                              |                              |                              |                              |                              |                              |                              |                              |                              |                              |

## توأمة
لبرمنغهام (ألاباما) اتفاقيات توأمة مع كل من:
- روش هاعين (2000 -)[18]
- آنشان
- كوبان، غواتيمالا
- مايه-باشي
- بلزن
- بوميليانو داركو
- سيكشفهيرفار
- فينيتسا
- غويرو
- الكرك

## أعلام
- كارل لويس
- شيري مارتيل
- صن رع
- بارت ستار
- لويز فليتشر
- ريتشارد ييتس
- دافي أليسون
- أنجيلا ديفيس
- كورتني كوكس
- كونداليزا رايز